# Mordfall Ben Barka
Der Mordfall Ben Barka ist ein französischer Kriminalfall des Jahres 1965. Am 29. Oktober 1965 wurde der marokkanische Oppositionspolitiker Mehdi Ben Barka in Paris auf offener Straße entführt und vermutlich noch am 29. oder am 30. Oktober in dem Pariser Vorort Fontenay-le-Vicomte ermordet. Aufgrund der politischen Implikationen – der Entführung und Ermordung eines ausländischen Politikers auf französischem Boden, der Beteiligung französischer Polizisten und Geheimdienstmitarbeiter an einer Entführung sowie des kriminellen Agierens hoher marokkanischer Staatsrepräsentanten innerhalb Frankreichs – entwickelte sich der Mordfall schnell zu einer Staatsaffäre. Der tatsächliche Ablauf der Mordtat und der Verbleib der Leiche wurden nie zweifelsfrei geklärt und die Hintergründe des Mordfalls sorgen bis heute für zahlreiche Buchpublikationen, TV-Features und filmische Adaptionen.

## Die Vorgeschichte
Nachdem ihm und der von ihm geführten UNFP (Union Nationale des Forces Populaires) vorgeworfen worden war, eine Verschwörung gegen die Monarchie und ein Attentat auf König Hassan II. geplant zu haben, lebte Ban Barka seit dem Juni 1963 dauerhaft im Exil, vorwiegend in Genf und Kairo. Im März 1964 wurde er in einem Hochverratsprozess – in Abwesenheit – zum Tode verurteilt.
Seit Anfang der 1960er Jahre war Ben Barka mehrfach Ziel von geplanten, jedoch fehlgeschlagenen Entführungen und Attentaten, zuletzt Anfang 1965 in Genf.
Im Sommer 1965 nahm der französische Journalist Philippe Bernier Kontakt auf zu Ben Barka, den er bereits in den 1950er Jahren während seiner Tätigkeit in Marokko kennengelernt hatte. Inzwischen lebte Bernier wieder in Frankreich und arbeitete an den Vorbereitungen eines Filmprojekts über die Dekolonisation. Ben Barka zeigte sich interessiert an einer Mitarbeit und schlug als Titel Basta! vor. Als Produzenten des Films zog Bernier Georges Figon hinzu. Figon war ein Mann mit krimineller Vergangenheit und immer noch guten Beziehungen ins Milieu, inzwischen aber Verleger der „Presses Européennes“, der sich auch in den intellektuellen Kreisen des Rive Gauche bewegte. Schließlich wurden als vorgesehener Regisseur des Werks der bei Cinéasten hoch angesehene Georges Franju und als Autorin des Kommentars Marguerite Duras gewonnen. Bernier und Figon trafen sich im September und Anfang Oktober 1965 zu Vorbesprechungen mit Ben Barka in Kairo und in Genf, und man vereinbarte ein erstes gemeinsames Arbeitstreffen mit Franju; es sollte stattfinden am Mittag des 29. Oktober 1965 in der Pariser „Brasserie Lipp“.

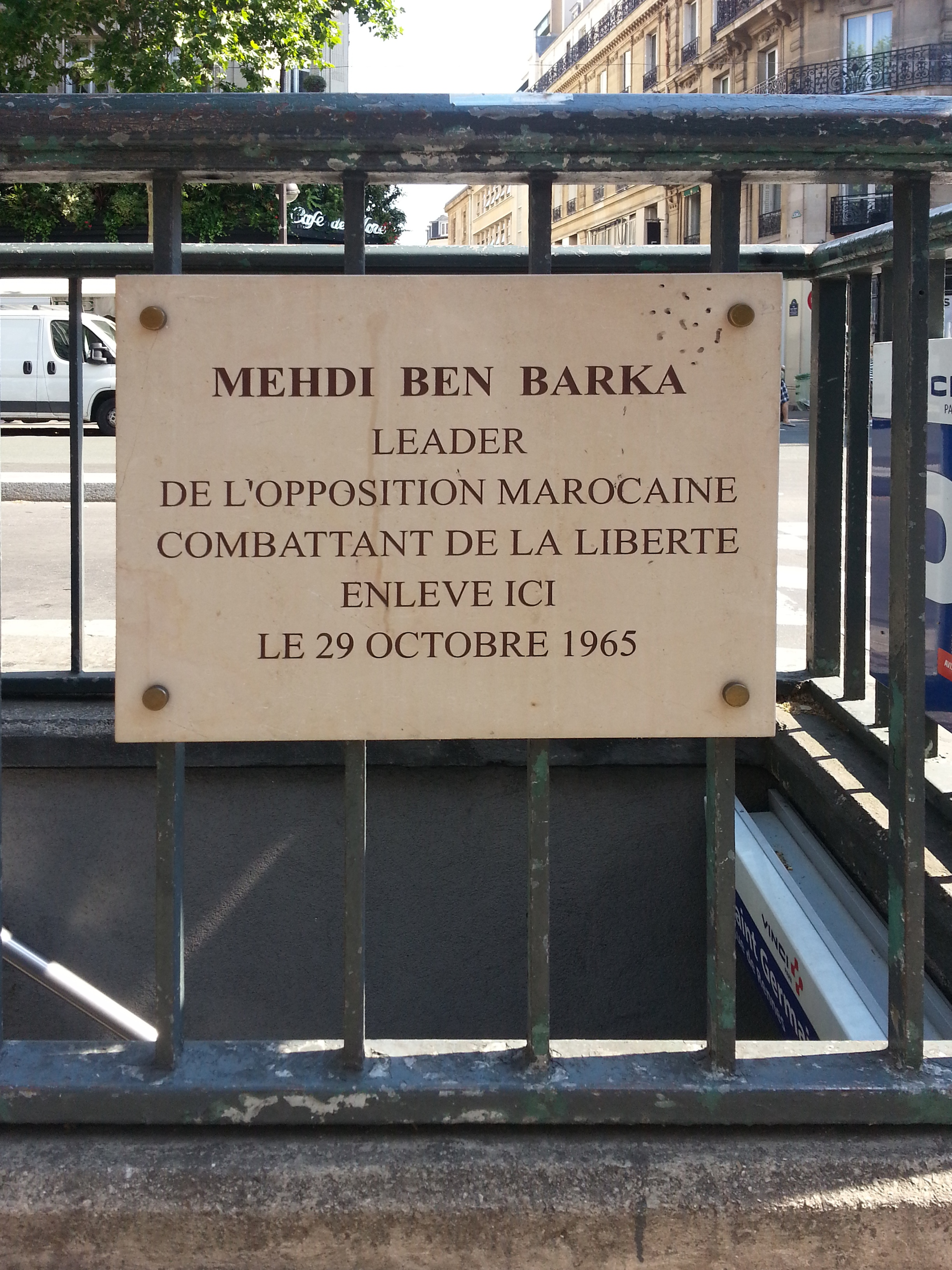
Tafel zur Erinnerung an die Entführung Mehdi Ben Barkas am 29. Oktober 1965 vor der Brasserie Lipp

## Chronologie
29. Oktober 1965 – 9:00. Ben Barka kommt aus Genf am Pariser Flughafen Orly an. Er begibt sich von Orly aus mit einem Taxi zu einer Nebenstraße der Champs-Élysées, wo er in der Wohnung eines Freundes seine Koffer abstellt, und dann zu Fuß zum Rond-point des Champs-Élysées, wo er sich mit dem marokkanischen Studenten Thami El-Azemouri trifft. Gemeinsam fahren sie zu dem verabredeten Treffen mit Bernier, Figon und Franju in der „Brasserie Lipp“. – 12:15. Da sie etwas verfrüht in Saint-Germain-des-Prés eintreffen, gehen sie noch ein paar Minuten die benachbarten Straßen auf und ab und dann zurück zum Boulevard Saint-Germain. Zwischen dem „Drugstore Publicis“ und der „Brasserie Lipp“ stellen sich ihnen zwei Männer in den Weg, die sich als Polizisten ausweisen können: Louis Souchon und Roger Voitot. Sie behaupten, Repräsentanten der französischen Politik wollten mit Ben Barka sprechen, und drängen ihn in einen bereitstehenden PKW, der dann schnell in die Rue de Rennes abbiegt und fortfährt. Zurück bleibt Thami El-Azemouri. – Es ist die letzte Situation, in der Ben Barka von unbeteiligten Zeugen gesehen wurde, so dass alle Aussagen zum weiteren Geschehen ausschließlich von seinen Entführern oder an seiner Ermordung Beteiligten stammen.
30. Oktober 1965. Erste Informationen über eine Entführung – oder auch eine Verhaftung – Ben Barkas erreichen die Pariser Medien. Quelle dieser ersten Informationen sind Mehdi Ben Barkas Bruder Abdelkader und ein weiterer Marokkaner, mit denen er für den Abend des 29. Oktober für einen Theaterbesuch verabredet war. Der Augenzeuge der Entführung Thami El-Azemouri wendet sich zunächst nicht selbst an die Polizei. Seine Schilderungen erreichen Abdelkader Ben Barka über seine Frau, Anne Azemouri, und über UNFP-Leute in Paris, die das Vertrauen El-Azemouris genießen.
31. Oktober 1965. Abdelkader Ben Barka erstattet wegen der Entführung seines Bruders bei der Pariser Polizei Anzeige gegen Unbekannt, und ihm wird mitgeteilt, in den Händen der Pariser Polizei befinde sich sein Bruder jedenfalls nicht.
1. November 1965. Die ersten Zeugenaussagen von Georges Franju und Philippe Bernier werden aufgenommen. Der ebenfalls als Zeuge gesuchte Georges Figon ist nicht auffindbar – und wird es bis zum 17. Januar 1966 bleiben.
2. November 1965. Als Ermittlungsrichter wird Louis Zollinger eingesetzt. Bereits die ersten Befragungen der mit dem Fall betrauten Polizisten ergeben: Ein Mitarbeiter des französischen Auslandsgeheimdienstes SDECE, ein gewisser Antoine Lopez, ist in den Fall involviert, und es hat einen Kontakt zwischen Lopez und dem marokkanischen Innenminister Mohammed Oufkir gegeben. Figons Anwalt teilt mit, sein Mandant habe ihm offenbart, dass Ben Barka in eine Figon bekannte Villa in einem Vorort von Paris gebracht worden sei; Figon sei davon ausgegangen, dass es um ein vom SDECE organisiertes Treffen zwischen Ben Barka und französischen Politikern gegangen sei.
3. November 1965. Thami El-Azemouri, Augenzeuge des Geschehens am Boulevard Saint-Germain, macht bei der Polizei seine Aussage. – Und am Nachmittag stellt sich, gedrängt von dem „Brigade mondaine“-Mann Souchon, am Quai des Orfèvres Antoine Lopez den Fragen der Polizei. Seine Aussagen werden der erste große Schritt bei den Ermittlungen. Er benennt Ort und Besitzer der fraglichen Villa – es ist das Haus von Georges Boucheseiche, gelegen in Fontenay-le-Vicomte – und er bestätigt die Mitwirkung des marokkanischen Innenministers, Mohammed Oufkir, und des Direktors der Sicherheitspolizei, Ahmed Dlimi, an der Angelegenheit. – Der Pariser Polizeipräfekt Maurice Papon informiert den französischen Innenminister Roger Frey über den Inhalt von Lopez’ Aussagen.
4. November 1965. Frey seinerseits informiert Premierminister Pompidou.
5. November 1965. Im Auftrag des französischen Außenministeriums treffen in Fès Philippe Malaud und Botschafter Robert Gillet den marokkanischen König Hassan II. Neben der Beschwerde über das Agieren von Oufkir und Dlimi in Frankreich, ist es ihr Anliegen, den gegenwärtigen Aufenthaltsort von Ben Barka zu erfahren, denn zu diesem Zeitpunkt geht man auf französischer Seite noch davon aus, er wäre „nur“ entführt – nicht ermordet – worden. Hassan II. zeigt sich allerdings uninformiert über die Geschehnisse, in Marokko jedenfalls sei Ben Barka nicht. – In der französischen Presse mehren sich indessen Stimmen, die bezweifeln, dass Ben Barka noch am Leben ist.
7. November 1965. Der in Paris studierende El Ghali El Mahi wird festgenommen. Es soll sich um einen Mittelsmann zwischen Boucheseiche und Oufkir handeln. Er gibt zu, Oufkir am 30. Oktober in Orly getroffen zu haben, mit der Entführung aber habe er nichts zu tun.
Dezember 1965. Befragungen des Direktors des SDECE, Paul Jacquier, sowie des Vorgesetzten von Antoine Lopez, Marcel Le Roy-Finville, durch den Ermittlungsrichter Zollinger. Interne Papiere des SDECE belegen, dass der Geheimdienst an Vorbereitungen zu einem „Treffen“ zwischen Ben Barka und Oufkir seit Mai 1965 arbeitete; in einem Bericht von Lopez hieß es, in Marokko werde eine „Rückkehr“ Ben Barkas angestrebt, für die man notfalls auch „unorthodoxe Methoden“ anwenden könne.
10. Januar 1966. Mehr als zwei Monate nach der Entführung Ben Barkas, mehr als zwei Monate, in denen Georges Figon Interviews gab und sogar von Paris Match am Quai des Orfèvres fotografiert wurde, für die Polizei aber unauffindbar geblieben war, erscheint im Nachrichtenmagazin L’Express sein Bericht „J'ai vu tuer Ben Barka“ („Ich sah, wie Ben Barka ermordet wurde“). Obwohl der Wahrheitsgehalt von Einzelheiten des Berichts fragwürdig schien, gab es von nun an keinen Zweifel mehr an Ben Barkas Tod.
14. Januar 1966. Aussage von Louis Souchon (er ist Mitarbeiter der „Brigade mondaine“ und einer der zwei Männer, die Ben Barka am 29. Oktober 1965 auf dem Boulevard Saint-Germain abgefangen und ins bereitstehende Auto gedrängt haben) vor dem Ermittlungsrichter. Er sagt aus, dass er am späten Abend des 28. Oktober Antoine Lopez (nicht nur Mitarbeiter des SDECE, sondern gelegentlich auch Informant der „Brigade mondaine“) am Flughafen Orly getroffen habe. Dieser habe ihm versichert, die geplante Aktion werde von höchster Seite gedeckt, wörtlich: „Foccart est au parfum“ (sinngemäß: „Foccart ist eingeweiht“ – Jacques Foccart war damals enger Berater von Staatspräsident de Gaulle).
17. Januar 1966. Georges Figon, der sich mehr als zwei Monate einem Verhör entzogen hat, wird von der Polizei tot in einem Studio in der Rue des Renaudes aufgefunden. Die Ermittler gehen von einem Suizid aus.

## Die Ermittlungen
Die Befragung von Antoine Lopez, der neben seinen Tätigkeiten für SDECE und „Brigade mondaine“ im regulären Beruf leitender Inspektor der Air France am Flughafen Orly war, am 3. November 1965 in der Zentrale der Pariser Kriminalpolizei führte zu den ersten entscheidenden Ermittlungsergebnissen. Lopez gab zu, Organisator der Entführung gewesen zu sein. Den Auftrag hierzu habe er von einem Marokkaner namens Chtouki erhalten, wobei als Vorwand ein Gespräch zwischen Ben Barka und General Oufkir über Beilegung der bestehenden Konflikte gedient habe. Laut Lopez haben am 29. Oktober im PKW er selbst, Ben Barka, die zwei Männer der „Brigade mondaine“ und ein gewisser Julien Le Ny gesessen. Die Fahrt sei gegangen zum Haus von Georges Boucheseiche in Fontenay-le-Vicomte, wo außer diesem bereits Jean Palisse und Pierre Dubail anwesend waren. (Es waren dies alles Männer mit krimineller Vergangenheit, zum Teil Mitglieder der französischen Gestapo in der Zeit der deutschen Besetzung, jetzt mehr oder weniger aktiv für den SDECE und Boucheseiche Betreiber eines Bordells.) Lopez gab an, er selbst habe noch am 29. Oktober den marokkanischen Innenminister Oufkir über den Aufenthaltsort von Ben Barka informiert und habe am Nachmittag des 30. Oktober zuerst den Direktor der marokkanischen Sicherheitspolizei, Ahmed Dlimi, und später Oufkir vom Flughafen Orly abgeholt und nach Fontenay-le-Vicomte gefahren. Am frühen Morgen des 31. Oktober habe er beide, Oufkir und Dlimi, wieder in Orly abgesetzt.
Als Folge der Aussage wurden die vier von Lopez’ belasteten Franzosen zur Fahndung ausgeschrieben. Es stellte sich heraus, dass Georges Boucheseiche Frankreich bereits zwei Tage zuvor, am 1. November 1965, mit einem Flugzeug nach Casablanca verlassen hatte. (Boucheseiche ist nie wieder nach Frankreich zurückgekehrt; sein genaues Todesdatum – vermutlich zwischen 1972 und 1974 – ist unbekannt.)
Für großes Aufsehen sorgte der Bericht, den der untergetauchte und von der Polizei nicht auffindbare Georges Figon der Zeitschrift L’Express gegeben hatte und der am 10. Januar 1966 veröffentlicht wurde: J’ai vu tuer Ben Barka. In Details wichen die Aussagen von Lopez und der Bericht von Figon voneinander ab, aber im wesentlichsten Punkt – wann trafen erst Dlimi, dann Oufkir im Haus von Boucheseiche in Fontenay-le-Vicomte ein? – stimmten sie überein. Boucheseiche’s Leute hätten zwar auf Ben Barka eingeschlagen, die todbringenden Dolchstiche aber habe ihm Oufkir versetzt. Der stark blutende, schon bewusstlose Ben Barka sei ins Haus von Lopez, gelegen im benachbarten Ort Ormoy, transportiert worden, wo er gestorben sei.  
Die Ermittlungen erwiesen sich aus zwei Gründen als schwierig: Die marokkanische Seite zeigte sich – aus französischer Sicht – als wenig kooperativ bei der Aufklärung. Und in Frankreich selbst konnte insbesondere die Frage, welche höheren Dienststellen, bis hin zum Innenministerium, wann was gewusst haben, aufgrund widersprüchlicher Aussagen nicht geklärt werden. Der Aussage des „Brigade mondaine“-Polizisten Louis Souchon, der SDECE-Mitarbeiter Antoine Lopez habe ihm am Vorabend der Entführung versichert, der De Gaulle-Berater Foccart sei eingeweiht, widersprach Lopez später. Souchon hatte auch angegeben, noch am Morgen des 29. Oktober 1965 sei er von Jacques Aubert, leitender Mitarbeiter im Innenministerium, angerufen worden, ob alles gut vorbereitet sei; auch dieser Angabe Souchons widersprach Aubert später. Marcel Le Roy-Finville, Vorgesetzter von Antoine Lopez beim SDECE, gab an, die in Lopez’ Bericht vom Mai 1965 angekündigten „unorthodoxen Methoden“ der Marokkaner seien in seinem Dienst nun einmal nichts Außergewöhnliches. Und schließlich: Georges Figons Anwalt Pierre Lemarchand, immerhin auch Abgeordneter der Assemblée Nationale, hatte ausgesagt, sein Mandant habe seine Kenntnisse dem mit dem Auffinden Figons beauftragten Kommissar Jean Caille schon wenige Tage nach der Entführung und Ermordung Ben Barkas angeboten; dieser Aussage widersprach Caille.

## Die Staatsaffäre
Die Anfänge der Ben Barka-Affäre fielen in die Zeit der französischen Präsidentschaftswahl 1965. Genau einen Monat vor dem ersten Wahlgang gab es in der Presse die ersten Meldungen, dass französische Polizei und Sicherheitsdienste, eventuell sogar Ministerien in die Entführung Ben Barkas verwickelt sein könnten. Staatspräsident de Gaulle soll sich Anfang November 1965 sofort persönlich eingeschaltet haben und „wutentbrannt härtestes Durchgreifen gegen alle an der Affäre Beteiligten befohlen“ haben. Allerdings wurde auch auf den Fall von Antoine Argoud hingewiesen, der im Februar 1963 mit Unterstützung derselben sogenannten „Barbouzes“ von München nach Paris entführt worden war, die jetzt an der Entführung Ben Barkas, vielleicht sogar seiner Ermordung, beteiligt waren.
Nachdem erste Ermittlungen und die Aussage des SDECE-Mitarbeiters Antoine Lopez schnell ergeben hatten, dass der unter dem Pseudonym Larbi Chtouki agierende Marokkaner und möglicherweise der Chef der Sicherheitspolizei, Ahmed Dlimi, und der Innenminister, Mohammed Oufkir, in die Affäre involviert waren, nahm man auf höchster diplomatischer Ebene Kontakt zum marokkanischen König Hassan II. auf. Dieser und die marokkanischen Behörden zeigten sich allerdings wenig kooperativ und beriefen sich auf eine zwischen den beiden Staaten geltende Vereinbarung, „wonach Vergehen, die Marokkaner auf französischem Boden begehen, in Marokko abgeurteilt werden und umgekehrt.“
Bereits am Abend des 3. November 1965 war es zu einer nicht verabredeten Begegnung der Innenminister der beiden Länder gekommen, Roger Freys und Mohammed Oufkirs. Oufkir hatte Frankreich am 31. Oktober mit dem Flugzeug in Richtung Genf verlassen, war inzwischen aber schon wieder in Paris; Frey war erst Stunden vorher von seinem Polizeipräfekten Maurice Papon über die neuesten Ermittlungsergebnisse – die Befragung Antoine Lopez’ und dessen Aussagen bezüglich der Anwesenheit von Dlimi und Oufkir in Fontenay-le-Vicomte – informiert worden. Jetzt standen sich die beiden bei einem Empfang im Innenministerium gegenüber. Frey berichtete später, Oufkir habe dort auch von der französisch-marokkanischen Freundschaft gesprochen. Später am Abend gab es einen weiteren Empfang, diesmal in der marokkanischen Botschaft. Frey zog es vor, sich dort von seinem Direktor im Innenministerium, Jacques Aubert, vertreten zu lassen.
Die Ben Barka-Affäre blieb auch nach dem zweiten Wahlgang der Präsidentschaftswahl am 19. Dezember 1965, bei dem sich Charles de Gaulle gegen François Mitterrand durchsetzte, in der politischen Öffentlichkeit präsent. So fand am 25. Januar 1966, also ungefähr zwei Wochen nach Georges Figons Bericht in L’Express, eine große von der „Liga der Menschenrechte“ („Ligue des droits de l’homme“) und den Parteien der Linken organisierte Veranstaltung in der Pariser Mutualité statt. Als einer der Hauptredner beklagte Mitterrand das Schweigen der politisch Verantwortlichen.
Aus seiner Sicht zog Staatspräsident de Gaulle einen Schlussstrich unter die Affäre in seiner Pressekonferenz vom 21. Februar 1966. Er sagte, viele französische Zeitungen hätten dieser im Grunde begrenzten und unbedeutenden Affäre eine Dimension gegeben, die vollkommen unverhältnismäßig gewesen sei. Nichts, absolut nichts hätten SDECE und Polizei in ihrer Gesamtheit mit der Affäre zu tun gehabt. Soweit sich überhaupt Franzosen in dem Fall schuldig gemacht hätten, so sei dies nur auf niedriger, untergeordneter Ebene („vulgaire et subalterne“) passiert.
Im Jahr 2006 veröffentlichte der ehemalige Polizei-Kommissar Lucien Aimé-Blanc seine Erinnerungen an einige in der Öffentlichkeit besonders bekannt gewordene Fälle; Titel seines Buches: L’indic et le commissaire (Der Spitzel und der Kommissar). Im Anhang des Buches gab er die Transkription von Telefon-Abhörungen aus dem Zeitraum vom 21. September bis zum 23. Oktober 1965 wieder, die die sogenannte „Brigade centrale de recherches criminelles“ im Auftrag des Innenministeriums durchgeführt hatte. Die abgehörten Telefone befanden sich in dem Hotel „Résidence Niel“, einem Treffpunkt der für den SDECE tätigen Kriminellen um Georges Boucheseiche. Es ging in den abgehörten Gesprächen um die Entführung eines ausländischen Politikers, und laut Aimé-Blanc wäre es ein Leichtes gewesen, herauszufinden, dass es sich dabei um Mehdi Ben Barka handelte. Aimé-Blanc geht davon aus, dass diese Protokolle mit Sicherheit dem Auftraggeber, dem Innenminister Roger Frey, vorgelegt worden sind. Die Entführung wurde dennoch nicht verhindert, und die Protokolle wurden dem Ermittlungsrichter Zollinger nie zur Verfügung gestellt.

### Die Rolle des Mossad
Schon bald nach Ende der polizeilichen Ermittlungen und noch während der juristischen Aufarbeitung gab es den Verdacht einer Verwicklung des israelischen Auslandsgeheimdienstes Mossad in die Affäre. Zwei israelische Journalisten hatten Anfang 1967 die ihnen bekannten Anhaltspunkte in einem Artikel in dem kleinen Magazin Bul veröffentlichen wollen. Die gesamte Auflage der betreffenden Ausgabe des Magazins wurde beschlagnahmt, wobei einzelne Exemplare dennoch ins Ausland gelangten, und die beiden Journalisten wurden wegen Gefährdung der Staatssicherheit Israels zu einer Gefängnisstrafe verurteilt.
Im Jahr 2015 veröffentlichte der französische Historiker Gérald Arboit eine Studie zur Rolle der Geheimdienste in der Ben Barka-Affäre (s. Weblinks). In der Darstellung Arboits war Ausgangspunkt der Verwicklung des Mossad in die Affäre ein Treffen zwischen israelischer und marokkanischer Seite in Rabat im Mai 1965. Dort habe man einen zwischen Geheimdiensten nicht unüblichen Tauschhandel vereinbart, sich einander mit für die jeweils andere Seite interessanten Informationen zu versorgen. Die Forderung der marokkanischen Seite an den Mossad sei gewesen: Übermittlung des jeweiligen Aufenthaltsortes von Ben Barka und dessen Beschattung an seinem Hauptwohnort Genf. Dieser Deal (Arboit: „le marché“) sei daraufhin in Tel Aviv dem Direktor des Mossad, Meir Amit, vorgestellt worden, und der habe sein „okay“ gegeben. Auch die Idee, Ben Barkas Vertrauen über ein gemeinsames Filmprojekt unter Mitwirkung des ihm bekannten Philippe Bernier zu gewinnen, sei ursprünglich vom Mossad ersonnen worden, der auch den gesamten weiteren Verlauf der „Operation“ überwacht habe. Unmittelbar nach dem Eintreffen Oufkirs und Dlimis in Frankreich am 30. Oktober 1965 habe es ein Treffen von ihnen mit dem Chef der Sektion „Tevel“ des Mossad gegeben. Nach dieser Darstellung war Ben Barka zu diesem Zeitpunkt bereits tot, und der „Tevel“-Chef habe Mitarbeiter des Mossad beauftragt, für die Beseitigung der Leiche Ben Barkas zu sorgen. Sie sei in einem nordöstlich von Paris gelegenen Wald verscharrt worden.

## Der Prozess

### September–Oktober 1966
Der erste Teil des Prozesses gegen mutmaßliche Beteiligte an der Entführung und Ermordung Mehdi Ben Barkas fand in der Zeit vom 5. September bis zum 19. Oktober 1966 vor dem Cour d’assises de la Seine (Paris) statt. Sieben Angeklagte – nach Stand der Ermittlungen die Haupttäter – waren auf der Flucht bzw. trotz Internationalen Haftbefehls nicht vor Gericht erschienen. Es waren dies die französischen Kriminellen und SDECE-Agenten Georges Boucheseiche, Julien Le Ny, Jean Palisse und Pierre Dubail, der Chef der „Königlich Marokkanischen Gendarmerie“ Larbi Chtouki, der Generaldirektor der marokkanischen Sicherheitspolizei Ahmed Dlimi sowie der marokkanische Innenminister Mohammed Oufkir. Anwesend vor Gericht waren die folgenden Angeklagten: der SDECE-Mitarbeiter Antoine Lopez und dessen Vorgesetzter Marcel Le Roy (alias Finville), die beiden „Brigade mondaine“-Polizisten Louis Souchon und Roger Voitot (rechtlich vertreten durch den renommierten Anwalt Maître René Floriot), der Journalist Philippe Bernier sowie der marokkanische Student und Polizei-Offizier El Ghali El Mahi.
Am 19. Oktober, einen Tag vor der vorgesehenen Urteilsverkündung, kam es zu einer unerwarteten Wendung. Der Angeklagte Ahmed Dlimi erschien überraschenderweise im Gerichtsgebäude und erklärte sich – nach vorheriger Abstimmung mit König Hassan II., der ihn gerade zum Oberstleutnant befördert hatte – mit einer Haft bis zu einem regulären Prozess in seiner Sache einverstanden. Der Prozess wurde sofort vertagt.

### April–Juni 1967
Der Prozess wurde, jetzt in Anwesenheit von Ahmed Dlimi, wieder aufgenommen am 17. April 1967. Die Anwälte der Nebenkläger (frz. parties civiles) hatten zwischenzeitlich eine weitere Teilnahme am Prozess abgelehnt, da ihren Anträgen auf weitere Verschiebung der Wiederaufnahme aufgrund mangelnder Zeit zum Aktenstudium nicht stattgegeben wurde.
Dlimi behauptete, sein Besuch in Paris vom Nachmittag des 30. Oktober bis zum Morgen des 31. Oktober 1965, habe nichts mit der Person Ben Barka zu tun gehabt. Tatsächlich ergaben die Befragungen von Zeugen und des Chefs der Pariser Polizei-„Brigade criminelle“, dass Dlimis Alibi für die fragliche Nacht zutreffend zu sein schien.
Am 7. Juni 1967 wurden die Urteile gesprochen. Sowohl Ahmed Dlimi als auch El Ghali El Mahi, Roger Voitot, Marcel Le Roy (alias Finville) und Philippe Bernier wurden freigesprochen; Louis Souchon wurde zu einer 6-jährigen, Antoine Lopez zu einer 8-jährigen Freiheitsstrafe verurteilt; Mohammed Oufkir, Larbi Chtouki, Georges Boucheseiche, Julien Le Ny, Jean Palisse und Pierre Dubail wurden – in Abwesenheit – zu einer lebenslänglichen Freiheitsstrafe verurteilt.

## Wer tötete Ben Barka?
Im Laufe der inzwischen vergangenen fast sechzig Jahre gab es auf die Frage „Wer tötete Ben Barka?“ im Wesentlichen zwei Antworten: 

### Daniel Guérin, 1981
Der französische Autor Daniel Guérin sagte in der TV-Sendung Qui a tué Ben Barka? (Wer hat Ben Barka getötet?; s. Weblinks), um eine kurze bündige Antwort gebeten: So befragt, könne er kategorisch antworten, Ben Barkas Mörder sei Georges Boucheseiche gewesen. Als Ben Barka gemerkt habe, dass er in eine Falle gelockt worden war, habe er das Haus verlassen wollen und Boucheseiche habe ihn mit einem Stock niedergeschlagen. Ben Barka sei vermutlich an den Halswirbeln getroffen worden – eine Schwachstelle seit einem Unfall oder Attentatsversuch 1962 – und sei sehr schnell daran verstorben. – Er, Guérin, habe das nicht selbst ermittelt, sondern ein ranghoher Geheimdienstmitarbeiter habe es ihm anvertraut. – Diese Ansicht, Boucheseiche sei der Mörder von Ben Barka, wird u. a. von dem Historiker François Broche geteilt (in: La cavale des collabos; s. Literatur).

### Ahmed Boukhari, 2001
Der frühere Mitarbeiter des marokkanischen Geheimdienstes DST gab dagegen im Juni 2001 gegenüber dem marokkanischen Wirtschaftsblatt Le Journal und der französischen Tageszeitung Le Monde seine ausführliche Schilderung des Ablaufs der Entführung und Ermordung Ben Barkas ab. Seine Angaben zur Entführung – das Kidnapping Ben Barkas auf dem Boulevard Saint-Germain, sein Transport ins Haus von Georges Boucheseiche in Fontenay-le-Vicomte – deckten sich mit den vorhandenen Erkenntnissen. Zur Ermordung machte Ahmed Boukhari diese Angaben: Ben Barka sei noch in der Nacht auf den 30. Oktober 1965 von Mohammed Oufkir und Ahmed Dlimi zu Tode gefoltert worden. Sein Leichnam sei zwei Tage darauf, am 1. November, von Paris nach Rabat geflogen worden und dann im Gefängnis Dar-el-Mokri in einem mit Säure gefüllten Stahlbehälter aufgelöst worden. – Die Ansicht, Ben Barka sei von Oufkir oder einem seiner marokkanischen Agenten ermordet worden, findet sich auch in dem 2006 von Ephraim Kahana herausgegebenen Historical Dictionary of Israeli Intelligence (s. Literatur).